# Dinesh D'Souza
Dinesh Joseph D'Souza (Bombaim, 25 de abril de 1961) é um comentarista político indo-americano, provocador, escritor, cineasta e teórico da conspiração de extrema-direita. Entre 2010 a 2012, foi presidente do The King's College, uma universidade cristã de Nova York.
Nascido em Bombaim, D'Souza estudou nos Estados Unidos como intercambista e se formou no Dartmouth College. Ele tornou-se um cidadão naturalizado em 1991. D'Souza é o autor de vários livros incluídos na lista dos mais vendidos segundo o The New York Times, incluindo títulos sobre apologética cristã. D'Souza é crítico do novo ateísmo. Seu último sucesso editorial é o livro The Big Lie: Exposing the Nazi Roots of the American Left que em agosto de 2017 era o décimo sexto livro mais vendido nos Estados Unidos e o oitavo na categoria de não-ficção, segundo o New York Times.
Em 2012, D'Souza lançou seu filme "2016: Obama's America", baseado no seu livro, "The Roots of Obama's Rage", publicado em 2010, com críticas ao então presidente Barack Obama. O filme é o documentário conservador de maior bilheteria produzido nos Estados Unidos.
Em 2016, D'Souza lançou um livro e um documentário com o título de Hillary's America, que apresentou a narrativa pessoal de D'Souza sobre o Partido Democrata; O filme foi o documentário de maior bilheteria daquele ano.
Os filmes de D'Souza foram altamente criticados por especialistas, com muitos o acusando de endossar teorias da conspiração e outras representações de fatos sem fundamento.

## Crítica política
D'Souza define o conservadorismo no sentido americano como "a conservação dos princípios da Revolução Americana." Em "Letters to a Young Conservative", escrito como uma introdução a ideias conservadoras para os jovens, D'Souza argumenta que o conservadorismo é uma mistura de "Liberalismo clássico" e a virtude, e em particular; "a crença de que existem padrões morais no universo e que viver com eles é a melhor maneira de ter uma vida plena e feliz".

## Autoria
No início de 2007, D'Souza publicou "The Enemy at Home: The Cultural Left and its Responsibility for 9/11", obra na qual ele argumenta que a esquerda americana foi em grande parte responsável pela raiva muçulmana que levou aos ataques de 11 de setembro. Ele argumenta que os muçulmanos não odeiam a América por causa da liberdade e da democracia, mas porque perceberam que os Estados Unidos estão impondo sua depravação moral sobre o mundo.
A conclusão de D'Souza é que "o governo e os conservadores devem parar de promover a cultura popular americana porque está produzindo uma explosão de raiva nos países muçulmanos. Com algumas exceções, não se deve impor os filmes, a música e a televisão americana. Do ponto de vista dos valores tradicionais, eles são indefensáveis. Em vez disso, os conservadores americanos devem se juntar aos muçulmanos e outros para condenar a degeneração moral global que é produzida por valores liberais.

## Obras

### Livros
Livros escritos por D'Souza incluem:
- 1984: Falwell, Before the Millennium: A Critical Biography, Regnery Publishing (ISBN 0895266075)
- 1986: The Catholic Classics (ISBN 0879735457)
- 1987: My Dear Alex: Letters From The KGB (with Gregory Fossedal), Regnery Publishing (ISBN 0895265761)
- 1991: Illiberal Education (ISBN 0684863847)
- 1995: The End of Racism (ISBN 0684825244)
- 1997: Ronald Reagan: How An Ordinary Man Became an Extraordinary Leader (ISBN 0684848236)
- 2000: The Virtue of Prosperity (ISBN 0684868156)
- 2002: What's So Great About America, Regnery Publishing (ISBN 0895261537)
- 2002: Letters to a Young Conservative (ISBN 0465017347)
- 2007: The Enemy At Home: The Cultural Left and Its Responsibility for 9/11 (ISBN 0385510128)
- 2007: What's So Great About Christianity, Regnery Publishing (ISBN 1596985178)
- 2008: Foreword to Conspiracies and the Cross by Timothy Paul Jones, Frontline Books (ISBN 1599792052)
- 2009: Life After Death: The Evidence (ISBN 978-1596980990)
- 2010: The Roots of Obama's Rage, Regnery Publishing (ISBN 978-1596986251)
- 2012: Godforsaken: Bad things happen. Is there a God who cares? YES. Here's proof, Tyndale House (ISBN 978-1414324852)
- 2012: Obama's America: Unmaking the American Dream, Regnery Publishing (ISBN 1596987782)
- 2014: America: Imagine a World without Her, Regnery Publishing (ISBN 978-1621572039)
- 2015: What's So Great About America, Regnery Publishing (ISBN 1621574024)
- 2015: Stealing America: What My Experience with Criminal Gangs Taught Me about Obama, Hillary, and the Democratic Party, Broadside Books (ISBN 978-0062366719)
- 2017: The Big Lie: Exposing the Nazi Roots of the American Left, Regnery Publishing (ISBN 978-1621573487)
- 2018: Death of a Nation: Plantation Politics and the Making of the Democratic Party (ISBN 978-1250163776)
- 2020: United States of Socialism: Who's Behind It. Why It's Evil. How to Stop It. (ISBN 978-1250163783)

## Filmes
- 2004: Michael Moore Hates America — Ator[24]
- 2012: 2016: Obama's America — Produtor executivo, co-diretor, co-roteirista e ator
- 2014: America: Imagine the World Without Her — Produtor executivo, diretor, co-roteirista e ator[25]
- 2016: Hillary's America: The Secret History of the Democratic Party — Produtor executivo, diretor, co-roteirista e ator[26]
- 2018: Death of a Nation: Can We Save America a Second Time? — Produtor executivo, diretor, co-roteirista e ator[27]
- 2020: Trump Card — Co-diretor, co-roteirista, produtor[28]
- 2020: Infidel — Produção executiva por meio de sua produtora[29]
- 2022: 2000 Mules — Produtor executivo, diretor, roteirista e ator[30]